# الزهري السحائي
الزهري السحائي (ويُعرف باسم التهاب السحايا العقيم الزهري أو الزهري العصبي السحائي) هو شكل مزمن من عدوى الزهري يصيب الجهاز العصبي المركزي. تعد اللولبية الشاحبة، وهي بكتيريا ملتوية، السبب الرئيسي لمرض الزهري، الذي ينتشر بشدة في جميع أنحاء الجسم وقد يصيب جميع الأجهزة إذا لم يُعالج علاجًا مناسبًا. تعد اللولبية الشاحبة السبب الرئيسي للإصابة بالزهري السحائي وأمراض اللولبيات الأخرى، وتتكون من غشاء هيولي وغشاء خارجي يمكن أن يسبب طيفًا متنوعًا من الأمراض في الجهاز العصبي المركزي والدماغ.
يبدأ الزهري السحائي بزهري عصبي مصحوب بأعراض مبكرة (أو التهاب السحايا الزهري الحاد أو النكس العصبي). تظهر الأعراض نتيجة وجود التهاب في السحايا، ما يؤدي في النهاية إلى ظهور علامات التهاب السحايا.
تغزو اللولبية الشاحبة الجهاز العصبي في غضون ثلاثة إلى ثمانية عشر شهرًا بعد الإصابة الأولية. تبدأ السلسلة الأولية من الأحداث بالتهاب السحايا غير العرضي، الذي يمكن أن يبقى في جسم الإنسان ويحدث المزيد من الضرر داخل الجسم. يحوي كل شكل من أشكال الزهري العصبي التهاب السحايا ضمن عناصره، ولكن تختلف كل حالة عن غيرها بالشدة. يصاب الفرد بمرض الزهري بفعل الجراثيم سلبية الغرام التي لا يحملها إلا الإنسان. تسير عدوى مرض الزهري على أربع مراحل، وهي أولية وثانوية وكامنة وثالثية. إذا لم يُعالج مرض الزهري، قد يصيب أجهزة أخرى مختلفة في الجسم، منها الدماغ والقلب والأوعية الدموية. تؤدي إصابة القلب والأوعية الدموية إلى حدوث الزهري السحائي الوعائي، والذي يظهر عادة خلال المرحلة الثانوية من المرض. إذا استمرت الإصابة لفترة طويلة، قد يُصاب الجهاز العصبي، ما يؤدي إلى ما يُعرف باسم الزهري العصبي. يعد الزهري السحائي أحد مكونات الزهري العصبي، ويحدث عادة في المرحلة الثالثة من المرض.

## العلامات والأعراض

### الحالات غير العرضية
- يعد غزو اللولبية الشاحبة غير العرضي للجهاز العصبي المركزي أمرًا شائعًا خلال عدة أشهر من الإصابة الأولية.

### الأعراض العامة للزهري السحائي
- يمكن أن تظهر أعراض التهاب السحايا في أي وقت بعد الإصابة.
- تظهر الأعراض عادةً في غضون عامين.
- قد تشمل الأعراض الصداع وتيبس العنق وشلل الأعصاب القحفية والاختلاجات والتخليط الذهني.
- يعاني المريض من الحمى.

### الأعراض العامة للزهري العصبي
- تغير الشخصية.
- الرنح.
- السكتة الدماغية.
- مشاكل بصرية.
- سلس البول.
- فقدان السمع.
- النوبات.
- الصداع.

### العلامات العامة للزهري العصبي
- ضعف المنعكسات.
- عجز حسي.
- الخرف.
- الهوس.
- مفصل شاركو.
- نقص التوتر.
- ضمور العصب البصري.
- حدقة أرغيل روبرتسون:
  - تتقلص حدقة أرغيل روبرتسون مع المطابقة، ولكنها لا تتفاعل مع الضوء.
  - تظهر هذه العلامة عادةً في المرحلة الثالثة من مرض الزهري.

### السمات السريرية
تشمل أنواع الزهري العصبي التهاب السحايا الزهري الحاد غير العرضي، والزهري السحائي الوعائي، والزهري البارانشيمي (الذي يشمل الخزل العام والتابس الظهري) وضمور العصب البصري.

## التشخيص
هناك عدة طرق لتشخيص مرض الزهري السحائي. تشمل إحدى الطرق الأكثر شيوعًا الكشف عن العضيات عن طريق التألق المناعي والفحص المجهري بالساحة المظلمة. وجد الفحص المجهري بالساحة المظلمة في البداية أن الملتوية لها مظهر حلزوني وأنها بكتيريا لولبية وسلبية الغرام. تتواجد طريقة أخرى تتمثل في اختبارات الفحص والأمصال. يتضمن علم الأمصال نوعين من اختبارات الأجسام المضادة، وهما اختبار الأجسام المضادة لغير اللولبية واختبار الأجسام المضادة للولبية (اختبار نوعي). يُجرى اختبار الأجسام المضادة لغير اللولبية عن طريق اختبار مختبر أبحاث الأمراض المنقولة جنسيًا والرياجين البلازمي السريع (آر بّي آر). يؤكد اختبار الأجسام المضادة للولبية (اختبار نوعي) اختبار الامتصاص ضد اللولبيات التألقي. يمكن استخدام تصوير الدماغ والتصوير بالرنين المغناطيسي عند تشخيص المرضى؛ ولكن هذه الطريقة لا ترقى لفعالية الاختبارات النوعية. تعد الاختبارات النوعية للأجسام المضادة للولبيات أكثر تكلفة عادةً لأن الأجسام المضادة الأقدم ترتبط بالملتويات. تكون هذه الاختبارات أكثر نوعية عادةً وتبقى إيجابية لدى المرضى الذين يعانون من أمراض اللولبية الأخرى.

### موجودات السائل الدماغي الشوكي (سي إس إف)
- قد يكون الضغط طبيعيًا أو مرتفعًا.
- السائل رائق.
- البروتين مرتفع (100-200 ملغ%)
- السكر طبيعي.
- تعداد الخلايا مرتفع، وتغلب عليها الخلايا الليمفاوية.
- مستويات غاما غلوبولين مرتفعة.
- اختبار مختبر أبحاث الأمراض المنقولة جنسيًا واختبار التراص الدموي للولبية الشاحبة إيجابيان.

## العلاج

### البنسلين
يمثل البنسلين أكثر أشكال العلاج شيوعًا لأي نوع من أنواع مرض الزهري، ويعتبر علاجًا فعالًا يستخدم منذ أربعينيات القرن الماضي. تشمل أشكال العلاج الأخرى استخدام بنزاثين بنسلين لعلاج الزهري الأولي والثانوي (لا يوجد لديه مقاومة للبنسلين). يستخدم بنزاثين بنسلين لأثره طويل الأمد، وإذا ساءت الظروف، يستخدم البنسلين جي لمرض الزهري المتأخر.

### تفاعل جاريش هركسايمر
يعرف تفاعل جاريش هركسايمر على أنه استجابة الجسم التالية لإطلاق السموم الداخلية نتيجة موت الكائنات الحية الضارة في جسم الإنسان، ويبدأ عادةً خلال اليوم الأول من العلاج بالمضادات الحيوية. يؤدي رد الفعل إلى زيادة درجة حرارة جسم الشخص، وينخفض ضغط الدم الكلي (على المستويين الانقباضي والانبساطي)، ويتناقص تعداد الكريات البيض ويحدث صمل الجسم. قد يحدث هذا التفاعل عند تطبيق أي نوع من العلاج لأمراض الملتويات.
من المهم أن ندرك أن مرض الزهري لا يشكل مناعة. إذا أُصيب الشخص بالمرض سابقًا وعولج، فإن ذلك لا يمنع إصابته مجددًا. يمكن أن يصاب الأفراد بالعدوى مرة أخرى، وقد لا تكون إصابتهم واضحة بسبب القرحات المخفية. في هذه الحالات، من الضروري إجراء الفحص والعلاج على الفور لتقليل انتشار العدوى.